# 魅せられて (ジュディ・オングの曲)
「エーゲ海のテーマ〜魅せられて」（エーゲかいのテーマ みせられて、中国語タイトル：愛的迷戀、英語タイトル：Love Is Calling Me）は、1979年2月25日に発売されたジュディ・オングのシングル。

## 解説
オリコンの集計で123.5万枚、累計で200万枚のセールスを記録し、ジュディ・オングの代表曲の一つである。
B面の「クレタ島の夜明け」とともにエーゲ海の風光を題材にした曲であり、歌詞にもエーゲ海 (Aegean) が登場する。
下着メーカーワコールのCMソングで、映像には後にイタリア国会議員となるポルノ女優、チッチョリーナが出演、日伊合作映画『エーゲ海に捧ぐ』のシーンが使われていたことがあった。楽曲は酒井政利が1977年8月電通主催の「南太平洋 裸足の旅」にて旅を共にした池田満寿夫と意気投合し、「エーゲ海に捧ぐ」のCMソングとして考えたという。CMソングは阿木燿子が作詞、筒美京平が作曲して完成した3曲の候補曲の中から1978年12月19日に選定、阿木の要望により曲名が「魅せられて」に決まり、1979年1月9日に副題が「エーゲ海のテーマ」と決定した。ジュディによると、楽曲製作の際に電通が「無名の人にしたい」というのをディレクターの酒井政利がジュディに歌わせたいから「名前を出さなきゃいいじゃない」と言って初めは覆面歌手扱いであり、CMが流れると皆さんレコード店に行って「何とかエージアって誰が歌っているのか」っていう声がソニーにも返ってきて、電通からのOKも出て正式に名前が解禁になったと述べている。
歌唱時は、両手を広げると裾から手首まで袖が扇状に広がる純白のドレスを着用した。本人がテレビ番組で語ったところによると、このドレスはエーゲ海の映像を映すための「スクリーンドレス」としてデザインされたが（ダイアナ・ロスが来日公演で袖に映していたのがヒント）、フジテレビ系『ミュージックフェア』での発表時に映像が間に合わなかったという。そして急遽、逆にバックから光を当てる演出に変更したら大反響で、定番にしたという。『NHK紅白歌合戦』でもこの衣裳で歌唱し、現在でも彼女は「魅せられて」をステージで歌唱する際に必ずこの衣裳を着用する。現在では、手首に芯を取り付け、袖に筋を入れた鳥の翼のように広がるものにバージョンアップされたもの（通称「“スーパー”魅せられて」、ジュディ本人談）などが使用されている。なお2009年12月31日の『年越し雑学王』で、年越しのカウントダウンと同時にこの曲を生放送で披露し、2010年になったと同時に衣装に『あけましておめでとうございます』のメッセージ入りの映像が映し出される演出が行なわれ、番組内で本人が初めてスクリーンとして使用したと語っている。
オリコン調べの週間チャートでも9週連続で1位を獲得し、1979年の年間シングルチャートでは第2位を獲得した（同年第1位は渥美二郎の「夢追い酒」）。また『不二家歌謡ベストテン』では、9週1位を達成した。1979年大晦日、TBSテレビ系列生放送の『第21回日本レコード大賞』では大賞を受賞。ジュディ本人およびソニーにとって、初めてのレコード大賞獲得ともなった。この年は、下馬評が高くそれまで賞レースをリードしていた、西城秀樹の「YOUNG MAN (Y.M.C.A.)」が、外国作品のカバーであったことを理由にレコ大にノミネートされなかったことも、受賞の追い風となった。なお、レコ大の後に初出場した『第30回NHK紅白歌合戦』では、上述の白い衣装で歌った。さらに、ジュディがTBS系列音楽番組『ザ・ベストテン』で、唯一披露した曲でもある。
同曲が大ヒットしていた最中、TBS系バラエティ番組『8時だヨ!全員集合』では、ザ・ドリフターズのメンバー・志村けんが、「魅せられて」のイントロが流れると、志村自ら大きな白い布を身に纏いながら突如登場し、その都度ドリフのリーダー・いかりや長介に怒鳴られるというコントを演じていた。この志村のコメディに観客やテレビ視聴者だった、当時の子供達からは大いに受けていたという。しかし、2020年3月に志村が新型コロナウイルス感染症の肺炎により70歳で亡くなった際、ジュディは自身のTwitterで「志村けんさんの悲しいニュースを聞きました。心からお悔やみ申し上げます」と共に、志村による『魅せられて』のパロディに爆笑した事を思い出しながら「寂しい想いをしています」と追悼していた。
北京語版「愛的迷戀」は「クレタ島の夜明け」の北京語版「克利德島晨光」とともに香港CBS新力唱片公司より79年リリースのアルバム『白の幻想』（香港版）に収録されている。香港ではジュディ本人の歌唱による北京語版「愛的迷戀」のほかに、79年にテレサ・チュン（張德蘭）による広東語版「愛在懸崖」が、そして翌80年にはエイミー・イン（甄秀儀）による広東語版「著迷」がそれぞれリリースされている。台湾では79年、蔡淑娟による北京語版「霓虹燈影」が、そして翌80年にはルイーズ・ツイ（崔苔菁）による北京語版「我從雨裡來」がそれぞれリリースされている。
ジュディ本人によるリメイク（セルフ・カヴァー）としては、1986年ヴァージョン、1995年スロー・ヴァージョン（共に東芝EMI）、2004年ヴァージョン（ビクターエンタテインメント）、2012年ヴァージョン（ワーナーミュージック・ジャパン、カバー・アルバム『LAST LOVE SONGS〜人には言えない恋がある〜』に収録）の4ヴァージョンがあるほか、1995年に中国語と日本語でレコーディングされた「愛的迷戀〜魅せられて」（滾石唱片公司よりリリースのアルバム「美麗的歌」の中に収録）がある。またジェリー伊藤の訳詞による英語バージョン「Love is Calling Me」がアルバム『ヒロイン』に収録されている。

## 『エーゲ海に捧ぐ』との関係
この曲は映画『エーゲ海に捧ぐ』の主題歌ではなく、劇中でも使用されていない。レコードの広告では「池田満寿夫監督作品『エーゲ海に捧ぐ』イメージソング」と表記されたものがあり、映画『エーゲ海に捧ぐ』の劇場特報やテレビCMでも流されていた。また、本曲が使用されたワコールのテレビCMも映画のイメージに沿ったものであった。映画の主題曲はエンニオ・モリコーネの作曲による「Dedicato Al Mare Egeo（邦題：エーゲ海に捧ぐ）」と「Lisa Del Mare Egeo（邦題：エーゲ海のリーザ）」（レーベル：日本コロムビア、1979年3月25日発売）である。
そもそも本曲は「“エーゲ海に捧ぐ”より」の副題で発売される予定だったのが、「Dedicato Al Mare Egeo」の音楽出版社である東京音楽出版の抗議を受けて「エーゲ海のテーマ」の副題に変更されたという経緯がある。
その後、東京音楽出版は本曲の発売元であるCBS・ソニーに対し不正競争防止法を根拠とする「エーゲ海のテーマ」という副題の使用の停止および2400万円の損害賠償を求める訴訟を東京地方裁判所に提訴したが、棄却された。

## 収録曲
- 両楽曲共に、作詞：阿木燿子 / 作曲・編曲：筒美京平

1. 魅せられて（3分41秒）
2. クレタ島の夜明け（3分24秒）

## カバー

### 日本
- 石川さゆり - LPアルバム『天城越え』（AF-7422・日本コロムビア・1986年9月21日発売）
  - 2009年発売のCDアルバム『エンカのチカラ -GOLD 70's-』再収録
- 明石家さんま - CDアルバム『いくつもの夜を超えて』（28KH-5212・CBSソニー・1989年3月21日発売）
  - 1980年発売のLPアルバム『Bigな気分』（27AH1036）からの再収録
- 奥村チヨ - CDアルバム『奥村チヨ伝説』（VICL-5269・ビクターエンタテインメント・1995年3月24日発売）
- 大月みやこ - CDアルバム『昭和の名曲を歌うVol.10〜21世紀へ歌い継がれる歌』（KICX-386・キングレコード・1996年2月3日発売）
- RYOKO - CDアルバム『RAINBOW DANCE JAPAN Edition』（SATB-2101・DRIVEMUSIC〈インディーズ〉・2006年6月7日発売）
- 島谷ひとみ - CDアルバム『筒美京平トリビュート the popular music』（UPCH-20031・NAYUTAWAVE RECORDS・2007年7月11日発売）
- 木村カエラ&包帯バンド - CDアルバム『パコと魔法の絵本 オリジナルサウンドトラック』（COCP-35116・日本コロムビア・2008年9月10日発売）
  - アルバム2曲目「Paco Medley 〜ケロダンマーチ / memories / 魅せられて / ケロダンマーチ〜」にて、曲のサビの部分が歌唱されている。
- ADEYTO(en:Adeyto) - CDアルバム『ADEYTO-天使の誘惑-』（AVCD-23698・avex entertainment・2008年11月5日発売）
- 桑田佳祐 - DVD・BD「昭和八十三年度! ひとり紅白歌合戦」（VIBL-700、VIXL-200・ビクターTAISHITA・2009年3月25日発売）
- RINO - 配信シングル（vidy record・2009年9月23日配信開始）
- デーモン閣下 - CDアルバム『GIRLS' ROCK Best』（AVCD-23864・avex trax・2010年1月20日発売）
  - テレビ東京『やりすぎコージー』エンディング曲
  - ニコニコ生放送『とりあえず生中（二杯目）』エンディング曲
- 野口五郎 - CDアルバム『GORO Prize Years, Prize Songs 〜五郎と生きた昭和の歌たち〜』（IOCD-20312・avex io・2010年8月4日発売）
- 五木ひろし - CDアルバム『五木ひろし芸能生活50周年記念大全集 〜ライブ盤セレクション1〜』[14]（FKCX-5074・キングレコード・2014年3月5日発売）
- じゃっく - CDアルバム『スナックじゃっく〜BEST HIT COVER COLLECTION〜』（KDSD-00711・ティームエンタテインメント・2014年6月18日発売）
- 水森かおり - CDアルバム『歌謡紀行15〜越後水原〜』（TKCA-74400・徳間ジャパンコミュニケーションズ・2016年7月6日発売）
- 柴田淳 - CDアルバム『おはこ』（VICL-65030・ビクターエンタテインメント・2019年7月24日発売）
- 芹奈・かれん from Little Glee Monster - CDアルバム『筒美京平SONG BOOK』（SRCL-11419・ソニー・ミュージック・2021年3月24日発売）
- JUJU - CDアルバム『スナックJUJU 〜夜のRequest〜『帰ってきたママ』』（AICL-4453・onenation / ソニー・ミュージック・レーベルズ・2023年11月1日発売[15]）

### 日本国外
魅せられて
- 張徳蘭 - 香港にて発売のLPアルバム『網中人』（WLLP963・永恆唱片貿易有限公司・1979年）に「愛在懸崖」のタイトルで広東語にて収録
  - 「白の幻想」の広東語版「浪濤」も収録されている。
- 蔡淑娟 - 台湾にて発売のLPアルバム『相約在雨中』（LS-7110・海山唱片股份有限公司・1979年）に「霓虹燈影」のタイトルで北京語にて収録
- 崔苔菁 - 台湾にて発売のLPアルバム『冬天裏的春天』（AK-1235・麗歌唱片公司・1980年）に「我從雨裡來」のタイトルで北京語にて収録
  - ジュディ・オング本人による北京語版「愛的迷戀」は香港にて発売されている。
- 甄秀儀 - 香港にて発売のLPアルバム『今宵多美妙』（SSMCLP10396・文志唱片有限公司・1980年）に「著迷」のタイトルで広東語にて収録
- 陳慧琳 - CDアルバム『星夢情真』（H97002-2・正東唱片有限公司・1997年）に「女人就是戀愛」のタイトルで広東語にて収録
- ザ・ベンチャーズ - アルバム『ポップス・イン・ジャパン'81』

クレタ島の夜明け
- 葉德嫻 - 香港にて発売のLPアルバム『星塵』（WLLP986・永恆唱片貿易有限公司・1981年）に「柔情全屬你」のタイトルで広東語にて収録